# Tổng giáo phận Alba Iulia
Tổng giáo phận Alba Iulia (tiếng Romania: Arhiepiscopia de Alba Iulia; tiếng Hungary: Gyulafehérvári Érsekség; tiếng Latinh: Archidioecesis Albae Iuliensis) là một tổng giáo phận của Giáo hội Latinh trực thuộc Giáo hội Công giáo Rôma ở Transylvania, România.

## Lịch sử
Giáo phận Transylvania, hay còn được gọi là Erdély (tiếng Hungary), hay Karlsburg với tên khác là Siebenbürgen (tiếng Đức), được thành lập năm 1009 bởi vua István I của Hungary và được đổi tên thành Giáo phận Alba Iulia vào ngày 22 /3/1932.
Giáo phận được nâng cấp thành một tổng giáo phận bởi Giáo hoàng Gioan Phaolô II vào ngày 5 /8/1991. Tổng giáo phận không thuộc một giáo tỉnh nào, nói cách khác, tổng giáo phận chịu sự quản lí trực tiếp của Tòa Thánh, trong khi các giáo phận România khác cùng tạo thành Giáo tỉnh Bucharest.

## Đặc điểm
Tổng giáo phận quản lí toàn bộ khu vực Transylvania; với các hạt Alba, Bistrița-Năsăud, Brașov, Cluj, Covasna, Harghita, Hunedoara, Mureș, Sălaj và Sibiu.
Tòa giám mục và nhà thờ chính tòa được đặt tại Nhà thờ chính tòa Thánh Micae ở thành phố Alba Iulia. Tổng giáo phận cũng có một tiểu vương cung thánh đường ở Șumuleu Ciuc.

## Giáo dân
11% dân số trong tổng giáo phận theo đạo, tập trung ở các hạt Harghita và Covasna. Người theo đạo Công giáo trong tổng giáo phận đa số là người dân tộc Hungary.